# Грели
Грели (груз. ღრელი) — село в Грузии, на территории Ахалцихского муниципалитета края (мхаре) Самцхе-Джавахети.

## География
Село находится в южной части Грузии, к югу от реки Поцхови, на расстоянии приблизительно 0,5 километра (по прямой) к югу от города Ахалцихе, административного центра муниципалитета. Абсолютная высота — 1097 метров над уровнем моря.

## Население
По результатам официальной переписи населения 2014 года, в Грели проживало 394 человека (220 мужчин и 174 женщины). В национальной структуре населения грузины составляли 99,7 %, армяне — 0,3 %.
| Год  | Население, человек |
| ---- | ------------------ |
| 2002 | 465                |
| 2014 | ↘ 394              |